# Mozgástanulmány

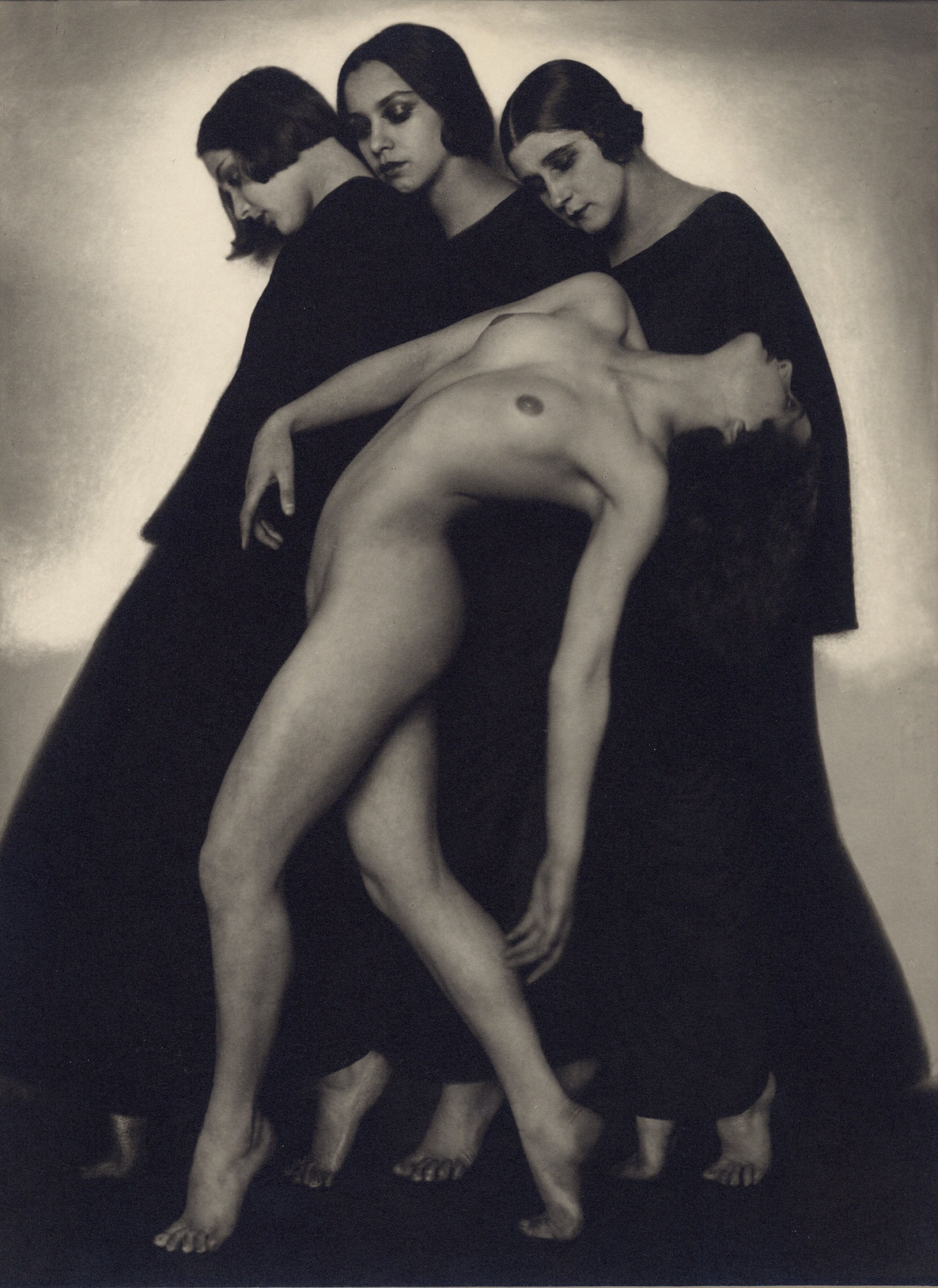
Rudolf Koppitz: Mozgástanulmány (45,1 x 33,7 cm, zselatinos ezüst, 1925)

A Mozgástanulmány (Bewegungstudie) Rudolf Koppitz legismertebb fényképe, mely a századelő osztrák avantgárd egyik nagyszerű alkotása.

## A felvétel
1925-ben Koppitz egy mozgással kapcsolatos fotósorozat készített, melynek megvalósításához a bécsi Állami Opera társulatának tagjait kérte fel. A táncosok ruhátlanul és felöltözve is álltak modellt a képekhez. Koppitz fő műve, a Mozgástanulmány, e sorozat részeként született. Az alkotáson Mucha és Klimt művészetének hatása érezhető. A felvétel középpontjában álló meztelen nőalakot általában az orosz táncos Klaudia Isszatcsenkó személyével azonosítják, de több forrás is úgy véli, hogy Koppitz fényképéhez nagy valószínűséggel mégsem ő, hanem lánya a táncos és koreográfus Tatjana állt modellt.
A Christie’s aukciósház 2008-as árverésén a felvétel egyik nagyméretű, 45,1 x 33,7 cm-es nyomata 95 000 dollárért kelt el, ahol így jellemezték a képet: „az osztrák fotóművészet legszélesebb körben publikált és legismertebb képe az elmúlt század korai évtizedeiből. Ennek az oka, az, hogy egyetlen kép sem tudta jobban megragadni azokat a kulturális jegyeket, melyek a korabeli osztrák avantgárdot jellemezték.”